# Бурхард (Истрия)
Буркхард от Истрия (на немски: Burchard II von Moosburg/Burkhard II/Purcard von Istrien; † 1106/пр. 13 февруари 1107) е като Буркхард II граф на Мозбург на Изар, от пр. 1093 г. като Буркхард маркграф на Марка Истрия, от 1101 г. фогт на Аквилея.

## Биография
Той е син на граф Буркхард I фон Мозбург, граф в Горен Ампер († сл. 1060), и съпругата му фон Дисен, дъщеря на граф граф Бертхолд II фон Дисен († сл. 1060) и съпругата му фон Хоенварт. Брат е на Бертхолд, геген-архиепископ на Залцбург (1085 – 1106), и на Буркхард III фон Мозбург († сл. 1133).
Преди 1093 г. Буркхард II фон Мозбург става маркграф на Истрия. Той придружава император Хайнрих IV в Бавария. През 1101 г. става фогт на Аквилея. Зет му граф Конрад фон Лурнгау го наследява като фогт на Аквилея.
През 1021 г. бенедиктинският манастир в Мозбург е прекратен и се образува хорхерен манастир. През 1207 г. графският дворец е унищожен от пожар и голяма част от църквата. През 1281 г. графският род фон Мозбург изчезва.

## Фамилия
Буркхард от Истрия се жени за Ацика (Acica; † сл. 13 февруари 1107). Те имат две деца:
- син († пр. 1112)
- Матилда от Истрия († сл. 20 януари 1112), омъжена пр. 3 октомври 1102 г. за Конрад фон Лурнгау († пр. 20 януари 1112), граф в Лурнгау, фогт на Аквилея, син на граф Удалшалк I фон Лурнгау († 1115) и Емма фон Лехсгемюнд († 1100)